# 리치 색슨
리치 색슨(Richmond Lockwood Sexson, 1974년 12월 29일 ~ )은 미국 프로 야구 뉴욕 양키스의 선수이다.
1993년 클리블랜드 인디언스에 입단하였다. 입단 당시부터 큰 체격(207cm, 107kg)을 바탕으로 한 힘있는 타격을 보여주었다.